# ФК Хевиз

ФК Хевиз (мађ. Hévíz Futball Club), је мађарски фудбалски клуб. Седиште клуба је у Хевизу, Зала, Мађарска. Боје клуба су зелена и бела. Клуб се такмичи у НБ III. Своје домаће утакмице играју на Спортском игралишту Лајош Кошут.

## Промене имена
- 1949–51:Хафиз Еђетертеш ШЕ −  Hafizi Egyetértés SE
- 1951–55: Хевиз Лендилет ШК −  Hévízi Lendület SK
- 1955: Хевиз Петефи шпорт −  Hévízi Petőfi Sport
- 1955–57: Хевиз Башча −  Hévízi Bástya
- 1959–70: Хевиз КИС Башча −  Hévízi KISZ Falusi SK
- 1970–72: Распуштен
- 1998-99: Хевиз ШК −  Hévízi SK
- 1999: Спојио се са Залаапатијем  Zalaapáti
- 1999–00: Хевиз Ројал голдејвис ФК −  Royal Goldavis Hévíz FC
- 2000–данас: Хевиз фудбалски клуб −  Hévíz Futball Club

## Достигнућа
НБ II
- 5. место: 2000/01.

НБ III
- Првак: 1999/00, 2008/09.
- Треће место: 1996/97, 2007/08, 2010/11.

 Зала I (жупанијска лига)
- Првак: 1980/81, 1990/91, 2013/14, 2015/16.